# Libercourt
Libercourt là một xã ở tỉnh Pas-de-Calais ở vùng Hauts-de-France, Pháp.

## Dân số
| 1962                                                           | 1968  | 1975 | 1982  | 1990 | 1999 | 2006 |
| -------------------------------------------------------------- | ----- | ---- | ----- | ---- | ---- | ---- |
| 10523                                                          | 10726 | 9837 | 10093 | 9760 | 8854 | 8763 |
| Số liệu điều tra dân số từ năm 1962, dân số không tính hai lần |       |      |       |      |      |      |

## Twin towns
- Jarocin, Poland, since 1977